# Governadoria-geral de Amur
Governadoria-geral de Amur (em russo:  Приамурское генерал-губернаторство) foi uma grande unidade administrativa do Império Russo, criada em 1884. Incluia a ilha de Sacalina e três oblasts (territórios): Primorski, Amur e Transbaikal.

## Informação geral
Para detalhes sobre a história e a população da região, coincidindo durante o período em que o ESB foi compilado com esta unidade administrativa como parte do Império Russo, consulte Oblast de Amur
Território:  2.570.756 km2
População: 1.031.364 habitantes (1897) 
Densidade: por km², era de 0,4 habitantes. 
O Gabinete do Governador Geral estava localizado na cidade de Khabarovsk. 
A ferrovia transiberiana atravessava a Governadoria-geral de Amur em todo o seu comprimento, de oeste a leste, a partir da Vila de Poselski, na costa sudeste do lago Baical, atravessando Verkhneudinsk, Chita, Nerchinsk, passando ao longo da margem esquerda do rio Amur, atravessando Blagoveshchensk até Khabarovsk e daí a margem direita do rio Ussuri e da costa oriental do lago Khanka até Vladivostok. 

## História
A Governadoria-geral de Amur foi criada em 6 de junho de 1884, quando a Governadoria-geral da Sibéria Oriental foi dividido nas governadorias-gerais de Amur e Irkutsk . 
A sua formação, constituiu-se em 3 territórios (oblasts) e 1 governadoria militar: 
- Oblast de Amur com o centro em Blagoveshchensk ;
- Oblast Transbaikal com um centro na cidade de Chita (até 1906);
- Oblast de Primorski, com seu centro em Nikolaevsk (desde 6 de junho de 1884), na cidade de Vladivostok (desde agosto de 1890);
- Governadoria militar de Vladivostok - Vladivostok;

Em 1888, a Governadoria militar de Vladivostok foi abolida. 
Em 17 de março de 1906, o Oblast de Transbaikal foi transferido para o Governadoria-geral de Irkutsk. 
Em 1909, o Oblast de Kamchatka foi criado com sua capital na cidade de Petropavlovsk (agora Petropavlovsk-Kamchatsky). 
A Governadoria-geral de Amur foi abolida em março de 1917. 

## Autoridades
Em 6 de junho de 1884, foi estabelecido que o gabinete do governador-geral, sede da governadoria-geral, seria em Khabarovsk. O cargo de Governador-Geral Adjunto foi estabelecido pelo Comando Supremo em 2 de abril de 1892, também sediado em Khabarovsk. 

### Governador-Geral
| Governador                             | Título, classificação, classificação                    | Período                 |
| -------------------------------------- | ------------------------------------------------------- | ----------------------- |
| Korf Andrei Nikolaevich                | Barão, General de Infantaria                            | 14/07/1884 - 06/06/1893 |
| Dukhovskoi Sergei Mikhailovich         | Tenente-General                                         | 03/09/1893 - 28/03/1889 |
| Nikolai Ivanovich, Grodekov            | General da Infantaria                                   | 28/03/1898 - 30/08/1902 |
| Subbotich Dean Ivanovich               | Tenente-General                                         | 01/11/1902 - 30/07/1903 |
| Alekseev Evgeni Ivanovich              | Vice-Rei do Extremo Oriente, Almirante, General Adjutor | 30/07/1993 - 12.1904    |
| Khreschatitski Rostislav Alexandrovich | General de Cavalaria                                    | 02/12/1904 - 18/11/1905 |
| Unterberger Pavel Fridrikhovich        | Tenente-General                                         | 18/11/1905 - 06/06/1910 |
| Gondatti Nikolai Lvovich               | Conselheiro Privado                                     | 29/01/1911 a 1917       |

### Governador-Geral Adjunto
| Governador Adjunto          | Título, classificação, classificação | Período               |
| --------------------------- | ------------------------------------ | --------------------- |
| Nikolai Ivanovich, Grodekov | Tenente-General                      | 12.10.1893—28.03.1898 |
| Benevski Arkadi Semenovich  | General da Infantaria                | 28/03/1898            |